# Fabronia jamesonii
Fabronia jamesonii är en bladmossart som beskrevs av Thomas Taylor 1848. Fabronia jamesonii ingår i släktet Fabronia och familjen Fabroniaceae. Inga underarter finns listade i Catalogue of Life.